# Cionomene
Cionomene é um género botânico pertencente à família Menispermaceae.

## Espécies
- Cionomene javariensis Krukoff